# Discherodontus schroederi
Discherodontus schroederi és una espècie de peix cipriniforme de la família dels ciprínids que es troba a les conques dels rius Mekong i Chao Phraya.